# Джорджія Тоус
Джорджія Тоус (нар. 20 квітня 1990) — канадська прозаїкиня українського походження. Її дебютний роман «Hey, Good Luck Out There» («Гей, удачі там») вийшов у 2022 році.
Тоус часто зображується в романах її матері Міріам Тоус, зокрема як персонаж-підлітка Нора фон Різен, яка «злобно заїдається» зі своєю матір'ю у фільмі «All My Puny Sorrows» («Всі мої жалюгідні страждання» — 2014, екранізація у 2021).

## Освіта
Тоус отрималав освіту в коледжі Гамбер.